# Pedicularis curvipes
Pedicularis curvipes är en snyltrotsväxtart som beskrevs av Joseph Dalton Hooker. Pedicularis curvipes ingår i släktet spiror, och familjen snyltrotsväxter. Inga underarter finns listade i Catalogue of Life.